# Fortí Romà de Burriac
El Fortí Romà de Burriac es troba al Parc de la Serralada Litoral, el qual s'establí al cim del turó de Burriac com a punt de guaita per controlar la costa, la serralada i la Riera d'Argentona (per on circulava la via Sèrgia). És ubicat a Cabrera de Mar i a l'entorn del Castell de Burriac. L'aproximació es pot fer des de la Font Picant de Cabrera (l'itinerari més curt i a on, a més, es pot aparcar) o des d'Argentona (passeig de Burriac). Hi ha cadenes que impedeixen el pas de vehicles i el tram final s'ha de fer a peu.
El lloc que ocupa el Castell de Burriac va ésser en un principi una talaia ibera. Vers el segle ii aC, en època republicana, es va reconvertir en un petit fortí romà (castrum) emprat com a punt de guaita i control del poblat d'Ildure situat a la falda sud del turó. D'aquest antic fortí se'n conserven encara diversos vestigis, descoberts en unes excavacions exhaustives fetes a finals del 1993.
Restes d'una cisterna, la qual es va continuar utilitzant en segles posteriors. Les parts inferiors i internes de les parets perimetrals de la cisterna són de factura clarament romana i ben estucada, mentre que la part superior (afegida a l'edat mitjana) és molt més basta. El paviment, fet amb opus signinum (morter de calç i ceràmica triturada, impermeable) permet datar la construcció a cavall dels segles II i I aC.
Algunes muralles medievals del castell presenten murs de base amb uns trets atípics, que es podrien interpretar com a estructures d'època anterior, potser romana.
Al sòl de la capella de Sant Vicenç hi ha una traça d'estructura i un fragment de paviment d’opus signinum, ambdós romans.
Al costat de la capella s'hi va trobar una tanagra de terracota (figureta ofrenada, originària del Mediterrani Oriental). Addicionalment, i baixant en direcció al Poblat Ibèric de Burriac per un pendent corriol (que surt pràcticament de la base de les escales d'accés al castell) hi ha un petit planell a pocs metres on hi ha grans quantitats de ceràmica romana (probablement hi havia habitacles complementaris del fortí).